# Merwin Hulbert & Co.
A Merwin, Hulbert e Co. ou simplesmente Merwin Hulbert era uma empresa de projeto comercialização de armas de fogo (revólveres) Norte americana com sede na cidade de Nova Iorque que produziu revólveres e rifles de 1874 a 1897. 

## Histórico
As armas da marca Merwin Hulbert foram fabricadas por uma empresa subsidiária, a Hopkins & Allen, de Norwich, Connecticut. Os projetos da Merwin Hulbert influenciaram outros fabricantes de armas da época, como a Meriden Firearms Co., a Harrington & Richardson, a Forehand & Wadsworth e a Iver Johnson.
Durante o final do século XIX, os revólveres da Merwin Hulbert foram usados pelos departamentos de polícia de muitas cidades do leste dos Estados Unidos.

## Produtos
- Frontier Model
  - 1st Model
  - 2nd Model
  - 3rd Model
  - 4th Model
- Pocket Army
  - 1st Model
  - 2nd Model
  - 3rd Model
  - 4th Model
- Pocket Model
  - 1st Model
  - 2nd Model
  - 3rd Model
  - 4th Model
- Small Frame Pocket Model
- Baby Merwin